# Сеть процессов Кана

Сеть Кана из трёх процессов. Дуги A, B и C представляют коммуникационные каналы. Один из процессов обозначен P.

Сеть процессов Кана (сеть процессов, сеть потоков данных) — распределённая модель вычислений, в которой группа детерминированных процессов взаимодействует через неограниченные FIFO каналы. Сети процессов обладают детерминированным поведением, которое не зависит от вычислительных и коммуникационных задержек. Изначально разработанные для моделирования распределённых систем, сети процессов оказались эффективны также для моделирования систем обработки сигналов.
Модель вычислений представляет собой ориентированный граф, вершины которого являются вычислительными процессами, а дуги — упорядоченными последовательностями элементов данных. Вычислительные процессы постоянно осуществляют обработку входных данных, порождая наборы выходных данных.
Название данной модели связано с тем, что сети процессов были впервые описаны Жилем Каном.